# Fuerte Carlton
Fort Carlton fue un puesto de comercio de pieles de la Compañía de la Bahía de Hudson desde 1795 hasta 1885. Estaba situado a lo largo del río Saskatchewan Norte, no lejos del lago Duck, en lo que hoy es la provincia canadiense de Saskatchewan. El fuerte fue reconstruido por el gobierno de Saskatchewan como parte de un parque histórico provincial abierto al público. Se ubica a aproximadamente 65 kilómetros (40,4 mi) al norte de Saskatoon.

## Historia

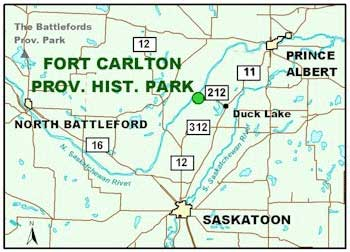
Ubicación de Fuerte Carlton

Su nombre inicial fue Carlton House en vista de que hubo varios puestos históricos de Fort Carlton que operaban en diferentes períodos y en tres ubicaciones. Se establecieron dos puestos en 1795 y 1805 respectivamente. Una serie de fuertes llamados Fort Carlton operaron en una tercera ubicación a partir de 1810.

### Tres ubicaciones
- El primer Fuerte Carlton (1795-1801) se construyó en la orilla derecha del río Saskatchewan, antes de la bifurcación río arriba, en 1795, tras la destrucción del puesto de intercambio de pieles South Branch House de 1785, en un sitio más seguro cerca del antiguo puesto francés de Fort de la Corne,  1753-1759. James Bird estaba a cargo del fuerte,[3] James Sandison (Sanderson)[4] era su asistente y John Peter Pruden[5] fue un aprendiz, y desde 1799 a 1801, Joseph Howse (Howes)[6] era el escritor encargado. La Compañía del Noroeste tenía un puesto cercano llamado Fort St. Louis. Este primer fuerte produjo pocas pieles y cerró en 1801.

- El segundo Fuerte Carlton (1805-1810) se construyó en el río Saskatchewan Sur, a 10 km río arriba de la antigua South Branch House. Joseph Howse (Howes)[6] era un comerciante. Había un puesto de la Compañía del Noroeste cercano. En 1810, ambas compañías abandonaron el sur de Saskatchewan y se trasladaron al tercer Fort Carlton.

- El tercer Fuerte Carlton (1810-1885) se construyó en la orilla derecha del río Saskatchewan Norte al nivel del llamado Great Crossing Place (Gran Lugar de Encrucijada, en español) que es un vado de ese río. John Peter Pruden[7] fue maestro (1814-1815) y comerciante (1815-1837), excepto por un breve viaje a Londres entre 1824 y 1825. La zona era una pradera y no una zona de castores, pero había abundantes bosques cerca e incluso un suministro de piedra caliza.
La Compañía del Noroeste usaba el Fuerte La Montée dentro de la misma empalizada que el Fuerte Carlton. En 1816, los habitantes del noroeste se mudaron y establecieron un segundo Fuerte La Montée en la orilla norte, a 5 km río arriba. Con la unión en 1821, La Montée fue abandonada y todo lo que pudo salvarse fue transportado en balsa hasta Fort Carlton.
En 1824, un grupo de nativos atacó Fort Carlton pero fueron expulsados. En 1835, los edificios estaban en mal estado y se construyó un nuevo fuerte hexagonal a 200 metros al oeste. Este cayó en mal estado y se construyó un nuevo fuerte a pocos metros al este del primer fuerte entre 1855 y 1858. Por esta época era un depósito para el correo urgente de invierno. Los hombres provenientes de los ríos superiores Saskatchewan y Athabasca se reunirían e intercambiarían correo con hombres provenientes de la colonia del Río Rojo al sur del lago Winnipeg. En 1869 hubo una epidemia de viruela que arrasó con la población de la región. Los barcos de vapor llegaron al río Saskatchewan en 1874.
El último fuerte en este lugar se quemó en 1885 después de un período de uso como puesto de policía.

## Comercio
Como puesto de comercio, se ocupaba principalmente de provisiones, concretamente pemmican y túnicas de búfalo, aunque también se comercializaban otras pieles. Era una importante base de operaciones para el distrito de Saskatchewan de la Compañía de la Bahía de Hudson.
Situado en la senda Carlton Trail, que va desde Red River Colony en la actual Manitoba hasta Fort Edmonton en lo que hoy es Alberta, Fort Carlton sirvió como un importante centro para los viajeros que atravesaban la región.

## Uso policial y militar 1880-1885
El Tratado 6 entre la monarquía canadiense y varias Primeras Naciones Cri y Saulteaux fue negociado y firmado cerca del Fuerte en 1876. Oso Grande (Mistahimaskwa) había utilizado el fuerte para sus negociaciones iniciales relacionado con el Tratado 6 alrededor de 1884 y, finalmente, al año siguiente se rindió en el fuerte Carlton después de su participación en Steele Narrows. El fortín Prince Albert fue empleado por la Real Policía Montada del Noroeste para la evacuación de Fort Carlton después del primer incendio. 
La Policía Montada del Noroeste arrendó el fuerte a la HBC en la década de 1880 y era su base principal en la región del valle de Saskatchewan. Después de la Batalla de Duck Lake fue abandonado por la policía y los Voluntarios del Príncipe Alberto, luego fue ocupado brevemente por las fuerzas métis. Los rebeldes pronto optaron por retirarse a Batoche. Durante el conflicto de 1885, el fuerte fue destruido por un incendio.

## Parque provincial, reconstrucción
Fort Carlton fue reconstruido en 1967 y fue designado Sitio Histórico Nacional de Canadá en 1976.El fuerte cuenta con una reconstrucción parcial de lo que fue el fuerte c. 1880, incluidas cuatro réplicas de edificios de la construcción "Red River frame". En 1986, el sitio fue designado parque provincial de Saskatchewan.